# شراكة مؤشرات التنوع البيولوجي
تجمع شراكة مؤشرات التنوع البيولوجي (BIP) مجموعة من المنظمات الدولية العاملة في تطوير المؤشرات، لتوفير أفضل المعلومات المتاحة عن اتجاهات التنوع البيولوجي للمجتمع العالمي. أنشئت الشراكة في البداية للمساعدة في رصد التقدم المحرز نحو تحقيق هدف التنوع البيولوجي لعام 2010 لاتفاقية التنوع البيولوجي (CBD). ومع ذلك ، منذ تأسيسه في عام 2006، طورت الشراكة هوية قوية ليس فقط داخل اتفاقية التنوع البيولوجي ولكن مع الاتفاقيات البيئية متعددة الأطراف (MEAs) والحكومات الوطنية والإقليمية والقطاعات الأخرى. ونتيجة لذلك، ستستمر الشراكة من خلال التعاون الدولي والتعاون لتوفير معلومات ومؤشرات مؤشرات التنوع البيولوجي في المستقبل.
يعمل هذا التنظيم بشراكة مع أكثر من 40 منظمة تعمل دولياً على وضع المؤشرات، وذلك بهدف توفير المعلومات الأكثر شمولاً عن اتجاهات تطور التنوع البيولوجي. مؤشرات التنوع البيولوجي العالمية التي تم تجميعها وتحضيرها من قبل التنظيم هي الآلية الرئيسية لرصد التقدم المحرز نحو تحقيق الخطة الاستراتيجية لاتفاقية التنوع البيولوجي.

## روابط خارجية
- Biodiversity Indicators Partnership
- National Biodiversity Indicators Portal